# Descripcions matemàtiques del camp electromagnètic
Hi ha diverses descripcions matemàtiques del camp electromagnètic que s'utilitzen en l'estudi de l'electromagnetisme, una de les quatre interaccions fonamentals de la natura. En aquest article, es comenten diversos enfocaments, encara que les equacions són en termes de camps elèctrics i magnètics, potencials i càrregues amb corrents, en general.

## Enfocament de camp vectorial
La descripció més comuna del camp electromagnètic utilitza dos camps vectorials tridimensionals anomenats camp elèctric i camp magnètic. Aquests camps vectorials tenen cadascun un valor definit en cada punt de l'espai i el temps i, per tant, sovint es consideren funcions de les coordenades espacials i temporals. Com a tals, sovint s'escriuen com E(x, y, z, t) (camp elèctric) i B(x, y, z, t) (camp magnètic).
Si només el camp elèctric (E) és diferent de zero i és constant en el temps, es diu que el camp és un camp electroestàtic. De la mateixa manera, si només el camp magnètic (B) és diferent de zero i és constant en el temps, es diu que el camp és un camp magnetoestàtic. Tanmateix, si el camp elèctric o magnètic té una dependència del temps, llavors tots dos camps s'han de considerar junts com un camp electromagnètic acoblat utilitzant les equacions de Maxwell.

### Aproximació a les equacions de Maxwell en el camp vectorial
El comportament dels camps elèctrics i magnètics, ja sigui en casos d'electrostàtica, magnetoestàtica o electrodinàmica (camps electromagnètics), es regeix per les equacions de Maxwell-Heaviside :
on ρ és la densitat de càrrega, que pot (i sovint ho fa) depèn del temps i la posició, ε0 és la constant elèctrica, μ0 és la constant magnètica i J és el corrent per unitat d'àrea, també en funció del temps i la posició. Les equacions prenen aquesta forma amb el Sistema Internacional de Quantitats.
Quan es tracta només de materials lineals isòtrops no dispersius, les equacions de Maxwell sovint es modifiquen per ignorar les càrregues lligades substituint la permeabilitat i la permitivitat de l'espai lliure per la permeabilitat i la permitivitat del material lineal en qüestió. Per a alguns materials que tenen respostes més complexes als camps electromagnètics, aquestes propietats es poden representar per tensors, amb dependència del temps relacionada amb la capacitat del material per respondre a canvis ràpids de camp (dispersió (òptica), relacions Green-Kubo), i possiblement també dependències de camp que representen respostes materials no lineals i/o no locals a camps de gran amplitud (òptica no lineal).

## Aproximació de camp potencial
Moltes vegades en l'ús i el càlcul de camps elèctrics i magnètics, l'enfocament utilitzat primer calcula un potencial associat: el potencial elèctric, {\displaystyle \varphi }, per al camp elèctric, i el potencial vector magnètic, A, per al camp magnètic. El potencial elèctric és un camp escalar, mentre que el potencial magnètic és un camp vectorial. És per això que de vegades el potencial elèctric s'anomena potencial escalar i el potencial magnètic s'anomena potencial vectorial. Aquests potencials es poden utilitzar per trobar els seus camps associats de la següent manera: {\displaystyle \mathbf {E} =-\mathbf {\nabla } \varphi -{\frac {\partial \mathbf {A} }{\partial t}}}{\displaystyle \mathbf {B} =\mathbf {\nabla } \times \mathbf {A} }

### Equacions de Maxwell en la formulació de potencials
Aquestes relacions es poden substituir en les equacions de Maxwell per expressar aquestes últimes en termes de potencials. La llei de Faraday i la llei de Gauss per al magnetisme (les equacions homogènies) resulten ser idèntiques per a qualsevol potencial. Això es deu a la manera com els camps s'expressen com a gradients i rínxols dels potencials escalars i vectorials. Les equacions homogènies en termes d'aquests potencials impliquen la divergència del rínxol {\displaystyle \nabla \cdot \nabla \times \mathbf {A} } i el rínxol del degradat {\displaystyle \nabla \times \nabla \varphi }, que sempre són zero. Les altres dues equacions de Maxwell (les equacions no homogènies) són les que descriuen la dinàmica en la formulació del potencial.
| Equacions de Maxwell (fórmula del potential) {\displaystyle \nabla ^{2}\varphi +{\frac {\partial }{\partial t}}\left(\mathbf {\nabla } \cdot \mathbf {A} \right)=-{\frac {\rho }{\varepsilon _{0}}}} {\displaystyle \left(\nabla ^{2}\mathbf {A} -{\frac {1}{c^{2}}}{\frac {\partial ^{2}\mathbf {A} }{\partial t^{2}}}\right)-\mathbf {\nabla } \left(\mathbf {\nabla } \cdot \mathbf {A} +{\frac {1}{c^{2}}}{\frac {\partial \varphi }{\partial t}}\right)=-\mu _{0}\mathbf {J} } |

Aquestes equacions en conjunt són tan potents i completes com les equacions de Maxwell. A més, el problema s'ha reduït una mica, ja que els camps elèctrics i magnètics junts tenien sis components per resoldre. En la formulació del potencial, només hi ha quatre components: el potencial elèctric i els tres components del potencial vectorial. Tanmateix, les equacions són més desordenades que les equacions de Maxwell utilitzant els camps elèctrics i magnètics.

### Extensió a l'electrodinàmica quàntica
La quantificació canònica dels camps electromagnètics procedeix elevant els potencials escalars i vectorials; φ(x), A(x), de camps a operadors de camps. Substituint 1/c2 = ε0μ0 a les equacions de gauge de Lorenz anteriors dóna:

{\displaystyle \nabla ^{2}\mathbf {A} -{\frac {1}{c^{2}}}{\frac {\partial ^{2}\mathbf {A} }{\partial t^{2}}}=-\mu _{0}\mathbf {J} } {\displaystyle \nabla ^{2}\varphi -{\frac {1}{c^{2}}}{\frac {\partial ^{2}\varphi }{\partial t^{2}}}=-{\frac {\rho }{\varepsilon _{0}}}}
Aquí, J i ρ són el corrent i la densitat de càrrega del camp de matèria. Si el camp de matèria es pren per descriure la interacció dels camps electromagnètics amb l'electró de Dirac donat pel camp espinós de Dirac de quatre components ψ, les densitats de corrent i de càrrega tenen la forma: {\displaystyle \mathbf {J} =-e\psi ^{\dagger }{\boldsymbol {\alpha }}\psi \,\quad \rho =-e\psi ^{\dagger }\psi \,,} on α són les tres primeres matrius de Dirac. Amb això, podem reescriure les equacions de Maxwell com:
| Equacions de Maxwell (QED) {\displaystyle \nabla ^{2}\mathbf {A} -{\frac {1}{c^{2}}}{\frac {\partial ^{2}\mathbf {A} }{\partial t^{2}}}=\mu _{0}e\psi ^{\dagger }{\boldsymbol {\alpha }}\psi } {\displaystyle \nabla ^{2}\varphi -{\frac {1}{c^{2}}}{\frac {\partial ^{2}\varphi }{\partial t^{2}}}={\frac {1}{\varepsilon _{0}}}e\psi ^{\dagger }\psi } |

que és la forma utilitzada en electrodinàmica quàntica.